# Daniela Klette
Daniela Marie Luise Klette (* 5. listopadu 1958, Karlsruhe) je německá krajně levicová teroristka a bývalá členka Frakce Rudé armády. 

## Životopis
Daniela vystudovala Fichte gymnázium v Karlsruhe, jednalo se o čistě dívčí gymnázium. Je aktivní v levicových skupinách od roku 1975. Jedná se o skupiny Anti-NATO a proti výstavbě dráhy 18 na letišti ve Frankfurtu. Je podezřelá z útoku na ambasádu v Bonnu a z útoku výbušninami na věznici v Hesensku. V 90. letech přechází do ilegality. V roce 1999 byla Klette podezřelá z přepadení obrněného vozidla v Duisburgu.
Večer 26. 2. 2024 byla Klette zatčena v berlínské čtvrti Kreuzberg. Při domovní prohlídce policie nalezla 1,2 kilo zlata. Dne 7. března 2024 byla převezena před soud v Karlsruhe, kde proti ní prokuratura vznesla obvinění z pokusu o vraždu.